# David Toledo
José David Toledo Bosquez (Juchitán de Zaragoza, 18 aprile 1982) è un ex calciatore messicano, di ruolo centrocampista.

## Caratteristiche tecniche
È un centrocampista centrale che può essere impiegato anche lungo l'out di destra.

## Palmarès

### Club
- Campionato messicano: 5

Pumas UNAM: 2004 (C), 2004 (A), 2009 (C)
Atlante: 2007 (A)
Tigres UANL: 2011 (A)
- Supercopa MX: 1

Puebla: 2015